# Playa de Saudi Aramco
La Playa de Saudi Aramco es una playa de propiedad privada que es gestionado por la empresa de Petróleo saudita Saudi Aramco (ارامكو السعودية, a veces llamada Saudi Arabian Oil Company). La playa se encuentra en la parte oriental de la Bahía de la Media Luna cerca de la ciudad de Dhahran, en el país asiático de Arabia Saudita.
La playa cuenta con palmeras, mesas de pícnic, luces y fuentes eléctricas, parrillas, club de yates y duchas con agua enfriada a una temperatura confortable. Se localiza específicamente en las coordenadas geográficas 26°07′37″N 50°05′21″E / 26.12694, 50.08917.